# 12 majom (film)
A 12 majom (eredeti cím: Twelve Monkeys) 1995-ben bemutatott amerikai sci-fi film Terry Gilliam rendezésében. Az időutazásos történetet Chris Marker A kilátóterasz (1962) című fénykép-regénye inspirálta. Az idő és az emlékezés problémái köré szerveződő történetben a főszerepeket Bruce Willis, Madeleine Stowe és Brad Pitt játszották.
A jövő már a múlté

## Cselekmény
James Cole (Bruce Willis) börtönbüntetését töltő elítélt. 1996–1997-ben a Föld felszínét halálos vírusfertőzés szennyezte be, az emberiség 99%-a meghalt, a túlélők egy kietlen földalatti világba kényszerültek. Cole-nak kegyelmet ígérnek, ha vállalkozik egy veszélyes küldetésre: tudósok visszaküldik a múltba, hogy biológiai mintákat, illetve információkat gyűjtsön a vírusról, melyek segítségével úrrá lehetnének a járványon. Küldetéséből visszatérve Cole azt állítja, az apokalipszist egy rejtélyes, a „12 Majom Hadserege” nevet viselő társaság idézte elő. Második küldetése szerint, mivel megakadályozni ezt nem tudja, információt kell gyűjtenie arról, hogy milyen események vezettek az apokalipszishez.
Azonban váratlan helyzetbe kerül, mert kiderül, hogy az időgép meghibásodása miatt nem a tervezett 1996-ba, hanem 1990-be érkezik. Letartóztatják és elmegyógyintézetbe zárják, ahol megismerkedik egy neves víruskutató őrült fiával, a szintén ott ápolt Jeffrey Goines-szal (Brad Pitt) és a jövőbelátással kapcsolatos elmebetegségek szakértőjével, dr. Kathryn Raillyvel (Madeleine Stowe).
Újra visszaküldik, de az időgép bizonytalan működése miatt, az első világháború egy lövészárkában találja magát. Innen azonnal 1996-ba kerül, ahol a pszichiáternővel a „12 Majom Hadsereg”-ének nyomába erednek. Fokozatosan megismerve a tényeket Goines és a társaság, valamint Goines kutatóbiológus apjának tevékenységéről, Railly kezd hinni neki, Cole pedig kezd kételkedni jövőről szerzett ismeretei valóságtartalmában és megbízói létezésében. Cole megszabadul nyomkövetőitől és megpróbál a nővel elszökni, azonban a „12 Majom Hadserege” és az 5 milliárd ember feltételezett halálát okozó vírus is útnak indul.

## Szereposztás
| Szereplő              | Színész              | Magyar hang | Magyar hang |
| Szereplő              | Színész              | 1996 | 2005 |
| --------------------- | -------------------- | --- | --- |
| James Cole            | Bruce Willis         | Dörner György | Dörner György |
| Kathryn Railly        | Madeleine Stowe      | Tóth Enikő | Tóth Enikő |
| Jeffrey Goines        | Brad Pitt            | Rudolf Péter | Rudolf Péter |
| Dr. Goines            | Christopher Plummer  | Konrád Antal | Konrád Antal |
| Cole fiatalon         | Joseph Melito        | Molnár Levente | Penke Bence |
| Jose                  | Jon Seda             | Galambos Péter | Galambos Péter |
| Scarface              | Michael Chance       | Dimulász Miklós | ? |
| Tiny                  | Vernon Campbell      | Koncz István | ? |
| Botanikus             | H. Michael Walls     | Makay Sándor | Kajtár Róbert |
| Geológus              | Bob Adrian           | Fazekas István | Makay Sándor |
| Zoológus              | Simon Jones          | Bácskai János | Bácskai János |
| Asztrofizikus         | Carol Florence       | Kovács Nóra | Kovács Nóra |
| Mikrobiológus         | Bill Raymond         | Papp János | Papp János |
| Mérnök                | Ernest Abuba         | Tóth Tamás | Rosta Sándor |
| Költő                 | Irma St. Paule       | Bakó Márta | Kassai Ilona |
| Franki nyomozó        | Joey Perillo         | Barbinek Péter | Barbinek Péter |
| Billings              | Rozwill Young        | Matus György | Faragó András |
| L.J. Washington       | Frederick Strother   | Kiss Gábor | Kiss Gábor |
| Dr. Casey             | Rick Warner          | Szokolay Ottó | Szokolay Ottó |
| Dr. Fletcher          | Frank Gorshin        | Szersén Gyula | Szersén Gyula |
| Dr. Goodin            | Anthony Chip Brienza | ? | Csuha Lajos |
| Dr. Peters            | David Morse          | Juhász György | Juhász György |
| Professzor            | Charles Techman      | Palóczy Frigyes | ? |
| Prédikátor            | Thomas Roy           | Rudas István | ? |
| Louie / Reszelős hang | Harry OToole         | Dobránszky Zoltán | Versényi László |
| Teddy                 | Lisa Gay Hamilton    | Prókai Annamária | Szénási Kata |
| Fale                  | Felix Pire           | Szokol Péter | Szokol Péter |
| Bee                   | Matt Ross            | Bartucz Attila | Bartucz Attila |
| I. ügynök             | Barry Price          | Áron László | Áron László |
| Halperin hadnagy      | Christopher Meloni   | Kőszegi Ákos | Katona Zoltán |
| Dalva nyomozó         | Paul Meshejian       | Wohlmuth István | Papp Dániel |
| Kweskin               | Kevin Thigpen        | Seszták Szabolcs | Seszták Szabolcs |
| Hotelportás           | Lee Golden           | Botár Endre | ? |
| Wallace               | Joseph McKenna       | Mihályi Győző | Vári Attila |
| Női taxis             | Annie Golden         | Biró Anikó | ? |
| Rádióbemondó          | –                    | Bozai József | Bordi András |
| További szereplők     | –                    | Antal Olga Faragó József Izsóf Vilmos Koncz István Kardos Gábor Némedi Mari Palóczy Frigyes Rudas István Szűcs Sándor Várkonyi András Zágoni Zsolt | Bauer Eszter Beratin Gábor Bor László Csampisz Ildikó Fehér Péter Kapácsy Miklós Kerekes Andrea Presits Tamás Solecki Janka Sturcz Attila Téglás Judit Varga Rókus Zborovszky Andrea |

## Idővonal
Fontos megfigyelni, hogy az idővonal a filmben a távoli jövőből és múltból származó képsoroktól függetlenül is lineáris és az események alakulását semmi nem változtatja meg. Ha több dolog történik egyszerre, az idő akkor is lineáris marad. Az 1990-ben zajló történések megelőzik 1996 történéseit és közöttük éppen hat év telik el.
Az idődimenzió egyedül James Cole fejében jelenik meg, akinek homályos emlékei vannak valamiről, amit tízévesen látott, viszonylag friss valóságérzékelése a jövőbeli börtönről, ahol raboskodik és új tapasztalatait (a rövid első világháborús jelenetet leszámítva) a jelenben szerzi. Ennek köszönhetően, ahogy a film cselekménye egyenesen halad előre, és ahogy elérkezünk a befejezésig, a néző fejében fokozatosan tisztul a kép James Cole életéről.

## Elemzés
Egyértelmű, hogy a jövőbeli tudósok nem spórolnak az emberélettel: az önkéntesek sose jönnek vissza a cellákba, ha egy programban részt vettek, és Cole-t is könnyedén ültetik a megbízhatatlan időgépbe. Cole mégis teljesíteni akarja küldetését, meg akarja találni az eredeti, mutáción még át nem esett vírust, amivel ki lehet fejleszteni az ellenszert. Motivációja küldetése kezdetekor a parancsok teljesítése szintjén volt, de fokozatosan felülkerekednek benne a belső tényezők, a 20. század vírusmentes, tiszta levegője és zenéje gyerekkorára emlékezteti, immár ez hajtja előre az emberiség megmentése felé vezető úton.
Miután a vírusról és a 12 Majomról az összes lehetséges információt összegyűjti, megpróbál megszabadulni üldözőitől, akik a repülőtéren a fejében megszólaló hangok, José, a régi cellatárs és egy őr formájában újra felbukkannak. José a mozgólépcsőn kezébe nyom egy pisztolyt és azt követeli tőle, hogy lője le a barátnőjét. Ennek az érdekes párbeszédnek a lényegét Cole így foglalja össze: „Itt már nem is a vírus a lényeg. Teljesíteni a parancsot, azt tenni, amit mondanak.” A helyzet abszurditását mutatja, hogy amikor Cole leszáll a mozgólépcsőről, visszafordulva megkérdezi: „Hé, szóval kit kell lelőnöm?”
A őrült vírusbiológus a repülőgépen az egyik jövendőbeli tudós mellé ül le, akiről kiderül, hogy biztosításban utazik. Jelezve ezzel, hogy a "tudósok" valójában nem kutatók, hanem olyan emberek, akik a hatalmat a felszínre való visszatérés reményével kecsegtetve szerezték meg. Elsődleges céljuk maga a hatalom, a Föld visszahódítása csak másodlagos, talán érdekeikkel ellentétes dolog.
A 12 majom, mely a kitalációt, a szürreálist ötvözi megdöbbentő valóságközelséggel, mesterien keltett feszültséggel, szövevényes fordulatokkal, nagyszerű színészi teljesítményekkel, örök érvényű sci-fi romantikát teremtve vált kultuszfilmmé.
Én valójában nem az űrből jöttem. Ez egy kóros elmeállapot. Az Ogo bolygón találom magam, ahol tagja vagyok a szellemi elitnek. A Plútó bolygón élő barbárokat készülünk leigázni. És bár számomra ez a kétséget kizáró realitás, tudom nem más, mint elmém szüleménye. Én ugyanis elmeháborodott vagyok. Menekülök bizonyos meg nem nevezett realitások elől, amelyek megfertőzik az életemet. Ha majd nem fogok Ogora járni, meggyógyultam. Te is elmeháborodott vagy, barátom?

## Irodalmi feldolgozás
- 12 majom; Elizabeth Hand regénye, David és Janet Peoples forgatókönyve alapján, ford. Németh Attila; N & N, Budapest, 1996 (Möbius)

### Cikkek
- A 12 majom elemzése (angol)
- Elemzések, interjúk a 12 majomról (angol)
- Cikk a 12 majomról